# Flavipanurgus
Flavipanurgus is een geslacht van vliesvleugelige insecten uit de familie Andrenidae

## Soorten
- F. flavus (Friese, 1897)
- F. fuzetus Patiny, 1999
- F. granadensis (Warncke, 1987)
- F. ibericus (Warncke, 1972)
- F. merceti (Vachal, 1910)
- F. venustus (Erichson, 1835)